# Unterleupoldsberg
Unterleupoldsberg ist ein Gemeindeteil der Stadt Schwarzenbach am Wald im Landkreis Hof (Oberfranken, Bayern). Unterleupoldsberg liegt in der Gemarkung Löhmar.

## Geografie
Das Dorf besteht aus zwei Siedlungen, die am bewaldeten Nordhang des Zegasttales liegen. Eine Gemeindeverbindungsstraße führt nach Oberleupoldsberg (1,3 km nördlich).

## Geschichte
Unterleupoldsberg gehörte zur Realgemeinde Löhmar. Gegen Ende des 18. Jahrhunderts bestand Ober- und Unterleupoldsberg aus 17 Anwesen. Die Die Hochgerichtsbarkeit hatten das bayreuthische Verwaltungsamt Schwarzenbach am Wald, das Rittergut Schwarzenstein, Rittergut Schwarzenbach und das Rittergut Lippertsgrün gemeinsam inne. Grundherren waren das Verwaltungsamt Schwarzenbach (2 Güter, 7 Gütlein, 2 Tropfhäuser, 1 Haus) und das Rittergut Schwarzenstein (Oberes Schloss: 3 Frongüter; Unteres Schloss: 2 Frongütlein).
Von 1797 bis 1810 unterstand Unterleupoldsberg dem Justiz- und Kammeramt Naila. Infolge des Ersten Gemeindeedikts wurde Unterleupoldsberg dem 1812 gebildeten Steuerdistrikt Schwarzenbach am Wald und der zugleich entstandenen Ruralgemeinde Löhmar zugewiesen. Am 1. April 1971 wurde Unterleupoldsberg im Zuge der Gebietsreform in Bayern nach Schwarzenbach eingegliedert.

### Einwohnerentwicklung
| Jahr      | 1799  | 1819  | 1861   | 1871   | 1885   | 1900   | 1925   | 1950   | 1961   | 1970   | 1987   | 2020  |
| Einwohner |       | *115  | 72     | 70     | 72     | 85     | 76     | 40     | 37     | 32     | 27     | 16    |
| Häuser    | *20   |       |        |        | 10     | 10     | 11     | 11     | 11     |        | 15     |       |
| Quelle    | [ 9 ] | [ 6 ] | [ 10 ] | [ 11 ] | [ 12 ] | [ 13 ] | [ 14 ] | [ 15 ] | [ 16 ] | [ 17 ] | [ 18 ] | [ 1 ] |

## Religion
Unterleupoldsberg ist evangelisch-lutherisch geprägt und war ursprünglich nach Schwarzenbach am Wald gepfarrt, seit 1818 ist die Pfarrei St. Michael (Bernstein am Wald) zuständig.